# Yamato-Kōriyama
Yamato-Kōriyama (jap. 大和郡山市 Yamato-Kōriyama-shi) – miasto w Japonii, na wyspie Honsiu (Honshū), w prefekturze Nara.

## Położenie
Miasto leży w północnej części prefektury pomiędzy miastami Higashi-Ōsaka i Nara. Dwie rzeki, Saho i Tomio, przepływają przez miasto z północy na południe i łączą się z rzeką Yamato, która płynie na zachód w kierunku Osaki i wpada do zatoki Osaka. Obszar ten jest generalnie płaski z niewielkimi pofałdowaniami wzgórz Yata, które rozciągają się na zachód od rzeki Tomio. W mieście znajduje się wiele stawów, które były używane m.in. jako stawy ze złotymi rybkami.
Wioska (ob. dzielnica) Hieda po wschodniej stronie rzeki Saho zachowała wygląd średniowiecznej osady na wodzie.

## Historia miasta
Zamek Kōriyama został zbudowany przez daimyō prowincji Yamato, Junkeia Tsutsui (1549–1584), w 1580 roku jako prezentacja jego siły bojowej, ale mury tej fortecy są osobliwe. W pośpiechu przy budowie zamku wykorzystano wszelkie dostępne kamienie. Obejmowały one buddyjskie tabliczki, figurki Jizō, a nawet nagrobki. Zamek zachował znaczną część swojej pierwotnej fosy. Jednak jego główną atrakcją są ogrody i popularne miejsce do oglądania kwiatów wiśni (sakura). Był rezydencją rodów: Toyotomi, Mizuno, Matsudaira, Honda i Yanagisawa.

## Złote rybki

### Koriyama Goldfish Museum
W 1982 roku Masaji Shimada na własny koszt założył pierwsze w Japonii muzeum poświęcone złotym rybkom (Koriyama Goldfish Museum, Kōriyama Kingyo Shiryōkan) jako „zbiór książek z obrazkami, w których rzeczywiście pływają złote rybki”. Znajduje się tam około 40 rodzajów złotych rybek, także cennych odmian, w tym tych, które uratowano przed wyginięciem dzięki wysiłkom stowarzyszeń miłośników złotych rybek w różnych częściach kraju.
Złote rybki (kingyo) były pierwotnie cenione tylko przez klasy wyższe, ale około 1800 roku ich hodowla rozpowszechniła się po kraju. Rybki pojawiły się także na drzeworytach ukiyo-e, w literaturze, na ceramice i różnych wyrobach rzemieślniczych. Większość wystawionych w muzeum starych książek, rycin i drzeworytów, to cenne egzemplarze zebrane przez nieżyjącego już dr. Yoshiichi Matsui (1891–1976), „ojca złotej rybki”, badacza o międzynarodowej renomie. 
Według księgi „Yamato kotohajime” (z 1683 roku), która zawiera pierwszy artykuł o złotych rybkach w Japonii, przybyły one po raz pierwszy do Japonii z Chin w okresie Genna (1615–1624). W muzeum jest m.in. „Kingyo yashinaigusa”, pierwsza japońska książka o hodowli złotych rybek.

### Historia
Historia złotych rybek rozpoczęła się od czerwonych gatunków dzikiej funy (鮒, Carassius spp.), znanej również jako karaś, w południowych Chinach około 2000 lat temu. Dzięki selektywnej hodowli na przestrzeni wieków otrzymano znaną dziś złotą rybkę.
Uważa się, że złote rybki zostały sprowadzone do Japonii z Chin w 1502 roku, w okresie Muromachi-Ashikaga (1336–1573). W tamtych czasach były one jednak trzymane wyłącznie przez arystokratów i ludzi bogatych jako rzadkie zwierzęta domowe. Dopiero w okresie Meiji (1868–1912) stały się popularne wśród zwykłych ludzi.
Historia hodowli złotych rybek w mieście Yamato-Kōriyama sięga 1724 roku, kiedy daimyō Yoshisato Yanagisawa (1687–1745) rozpoczął rządy domeną. Stopniowo hodowla złotych rybek stała się pracą poboczną dla członków klanów i samurajów, a po restauracji Meiji przekształciła się w prosperujący biznes dla bezrobotnych rōninów i rolników. 
Ze względu na szybki wzrost gospodarczy i postęp w metodach hodowli ryb w latach 60. i wczesnych 70. XX wieku, tempo produkcji złotych rybek corocznie wzrastało, co przyniosło ekspansję eksportową na kraje zachodnie i Azję Południowo-Wschodnią. Szkody środowiskowe, jak zanieczyszczenie wód spowodowane urbanizacją, zahamowały produkcję, ale Yamato-Kōriyama nadal ma prawie 60 gospodarstw złotych rybek o powierzchni około 90 ha, sprzedaje rocznie około 70 mln złotych rybek i 300 tys. kolorowych karpi (koi).
Co roku na początku kwietnia, kiedy nadchodzi sezon kwitnących wiśni (sakura), w chramie Yanagisawa odbywa się wystawa złotych rybek.

## Galeria

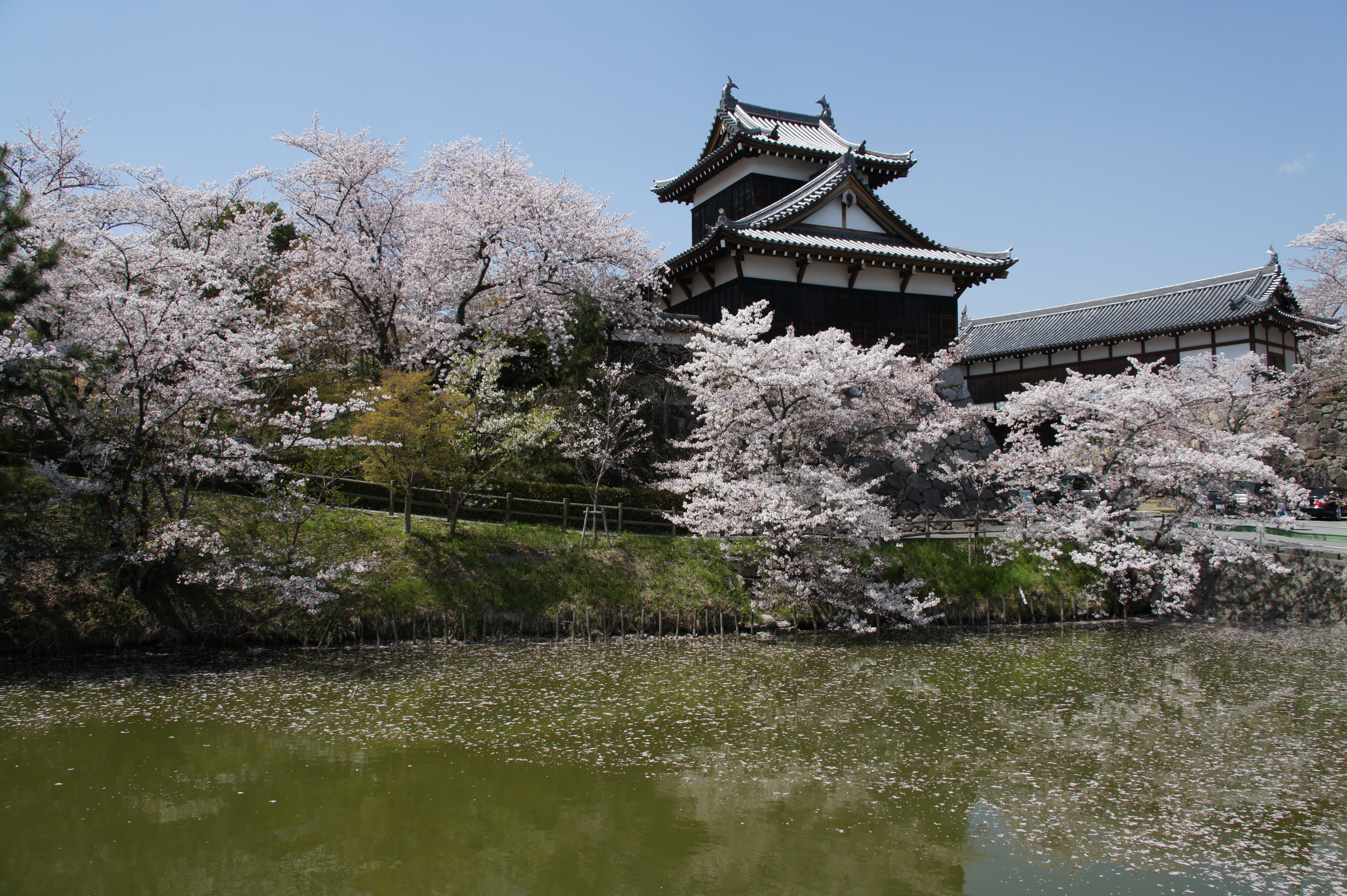
Zamek Kōriyama
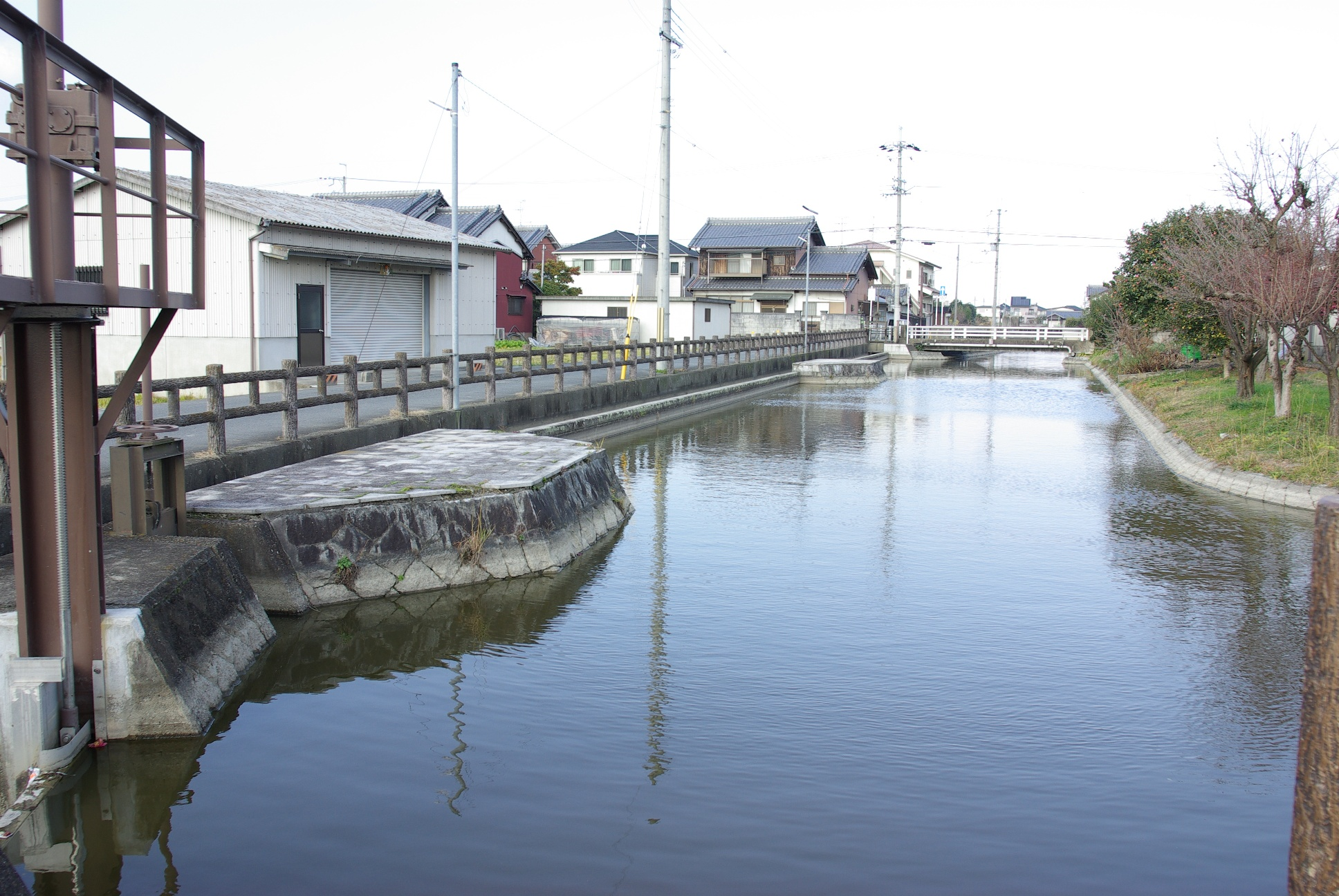
Yamato-Kōriyama, Hieda-chō
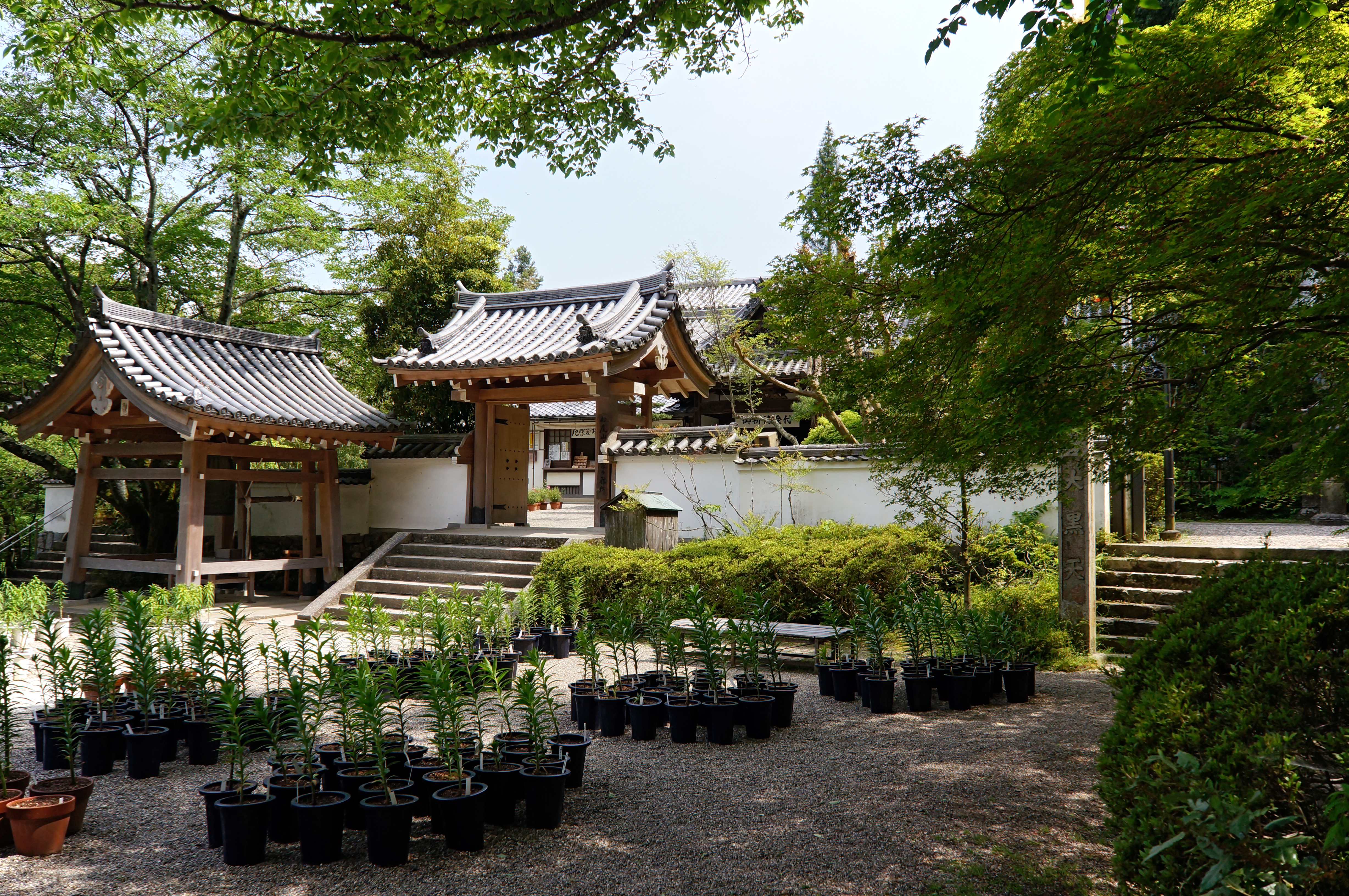
Świątynia Matsuo-dera
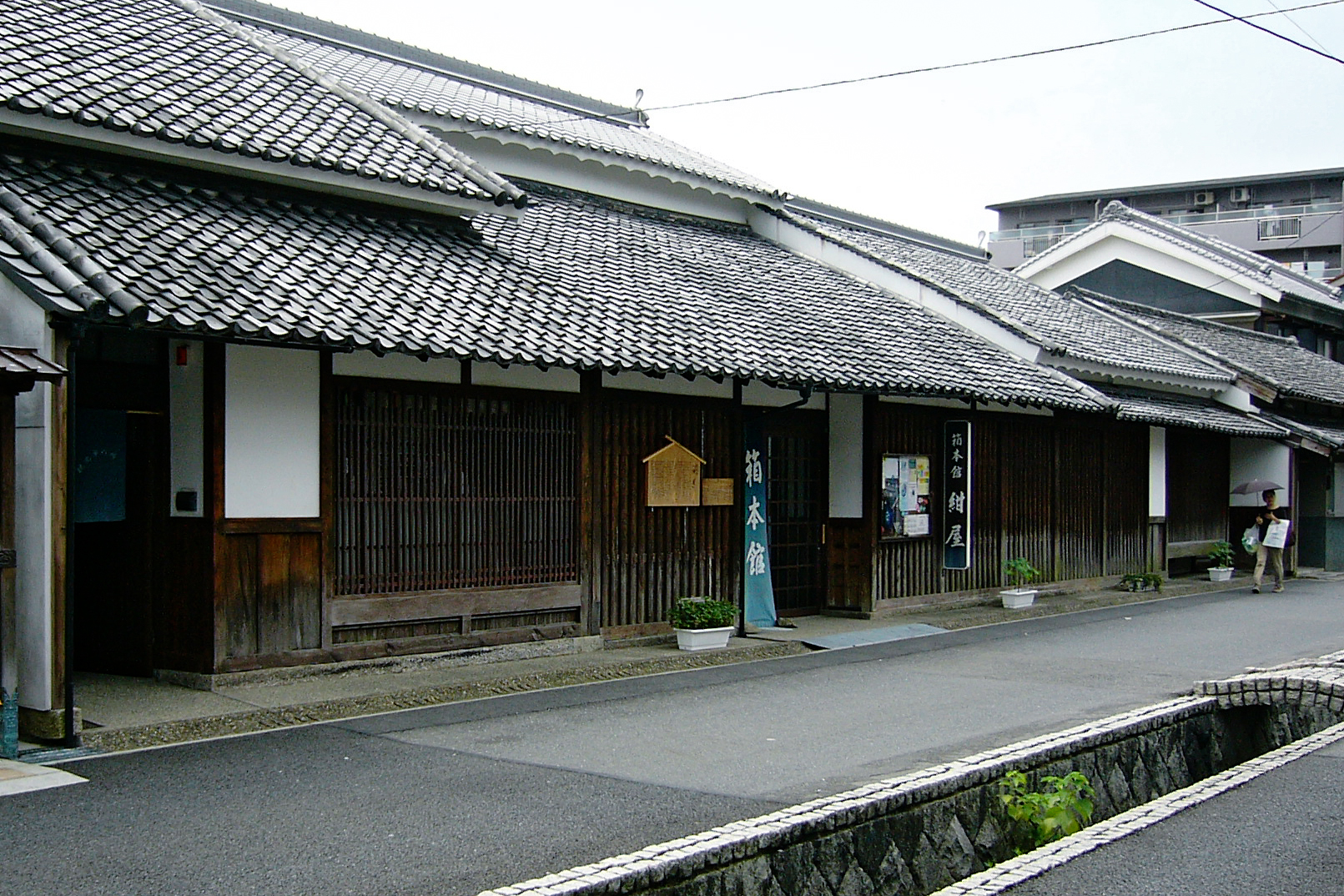
Warsztat barwiarski (indygo) z okresu Edo
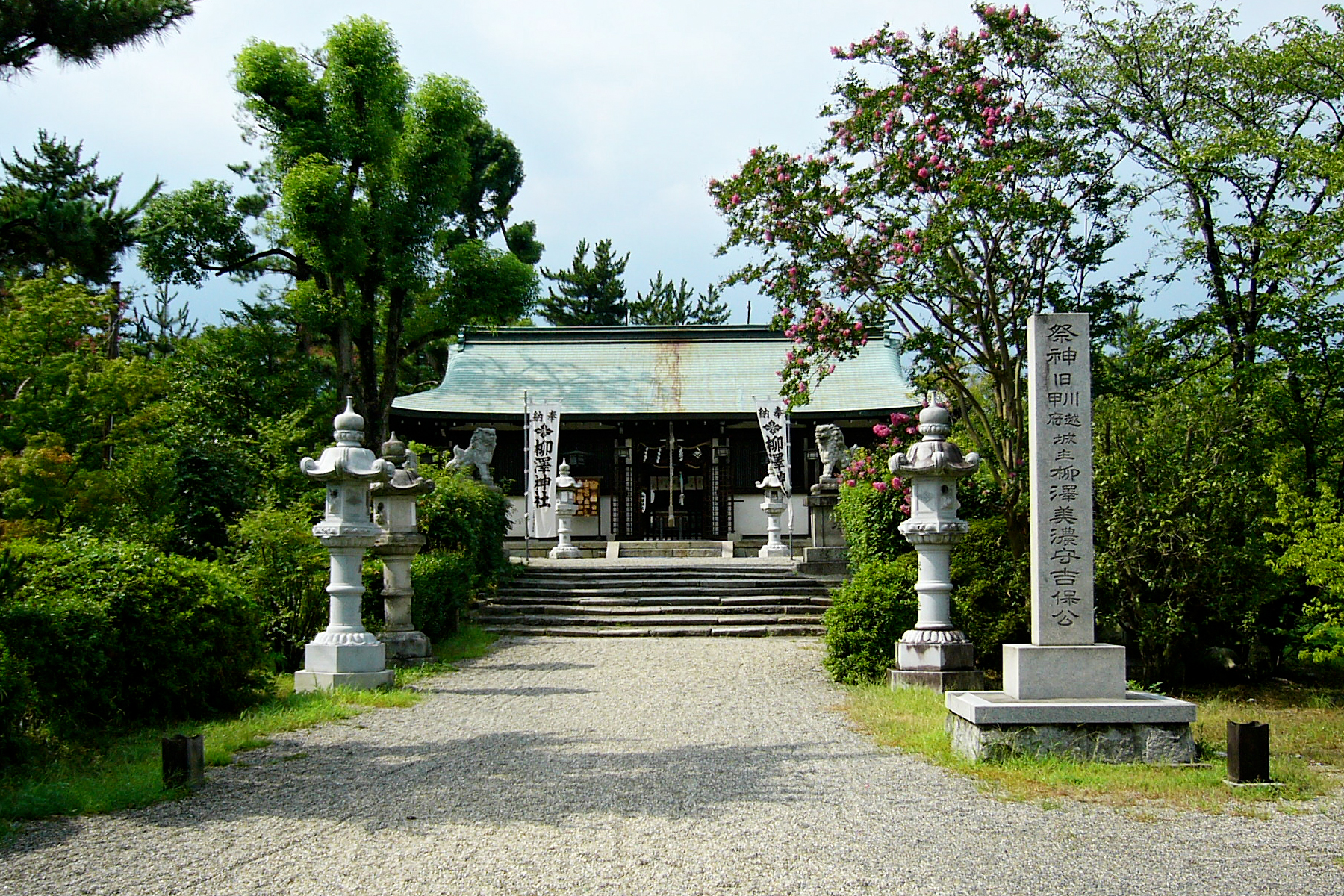
Chram Yanagisawa